# فرودگاه مک‌گیل
فرودگاه مک‌گیل (به انگلیسی: McGill Airport) یک فرودگاه خصوصی است که یک باند فرود شن دارد و طول باند آن ۴۲۶ متر است. این فرودگاه در شهر استکادا، اورگن کشور ایالات متحده آمریکا قرار دارد و در ارتفاع ۱۱۲ متری از سطح دریا واقع شده‌است.